# George August Pritzel
Georg [ou George] August Pritzel (1815, Silésia  - 1874),  foi um médico, botânico, arquivista e bibliotecário polaco-germânico.

## Homenagens
O gênero Pritzelago Kuntze, foi nomeado em sua honra.